# Alupka
Alupka (en ucraïnès i en rus: Алупка) és una ciutat de la República Autònoma de Crimea a Ucraïna, que el 2021 tenia 8.087 habitants. Pertany al districte urbà de Ialta.